# فریج السودان
فریج السودان یک منطقهٔ مسکونی در قطر است که در شهرداری الریان واقع شده‌است. فریج السودان ۳٫۵ کیلومتر مربع مساحت دارد ۲۳ متر بالاتر از سطح دریا واقع شده‌است.